# Programa de presentación

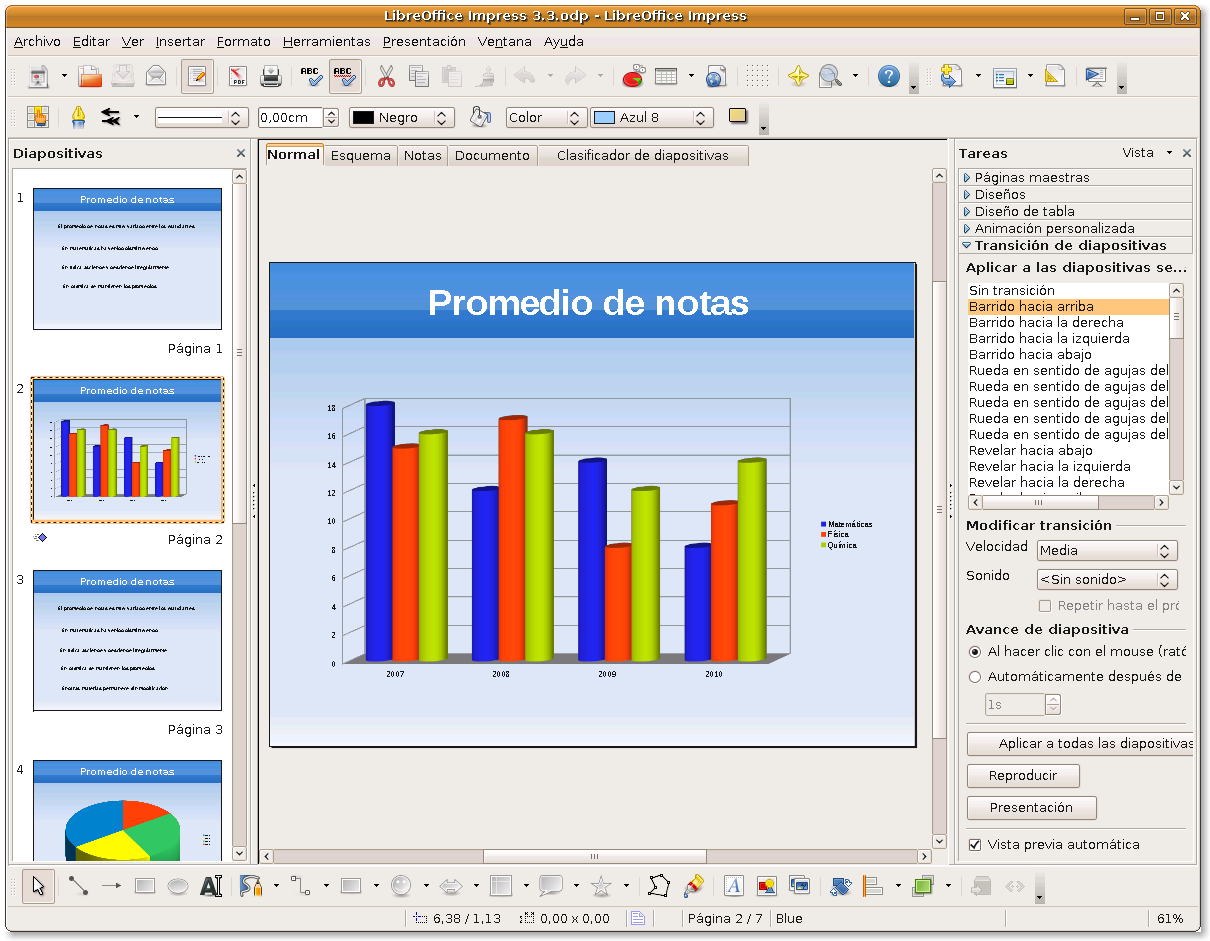
LibreOffice Impress.

Un programa de presentación es un tipo de software o aplicación informática utilizada para exponer información mediante un conjunto de diapositivas.

## Funciones y utilidades de las presentaciones en línea
Típicamente, un programa de presentación incluye tres  principales las cuales son: 
1. Un editor que permite insertar textos y darle formateo.
2. Un método para insertar y manipular imágenes y gráficos.
3. Un sistema para mostrar el contenido en forma continua.

## Historia
El primer programa de presentación para microcomputadoras fue el Cromemco Slidemaster. El programa Slidemaster fue escrito por John Dunn y lanzado por Cromemco al mercado en 1981.  Slidemaster les permitió a las microcomputadoras Cromemco, equipadas con el interface Súper Dazzler (SDI), mostrar presentaciones con 4096 colores en una pantalla de computadora.
PowerPoint fue lanzado al mercado en 1987 en una versión en blanco y negro. Una nueva versión en colores llegó en 1988. Desde 1990, PowerPoint pertenece a la suite ofimática de Microsoft Office.  En 2003 Apple lanzó Keynote, como alternativa al dominante Microsoft PowerPoint.

## Tipos
Para editar o ejecutar una presentación es necesario utilizar algún tipo de aplicación informática instalado en la computadora o dispositivo móvil, o a través del navegador web.

### Software propietario
- Keynote, de Apple.
- Microsoft PowerPoint.

### Software libre
- Apache OpenOffice Impress, del paquete ofimático Apache OpenOffice.
- Beamer.
- KPresenter, del paquete Calligra Suite.
- LibreOffice Impress, del paquete ofimático LibreOffice.

### Software en-línea
- Google Docs Presentación.[6]
- PowerPoint En línea de Office Online.[7]
- Prezi.
- SlideShare.[8]
- Slides[9]
- Emaze[10]
- Microsoft Sway
- Genially

### Otras herramientas
- GitMind.[11]
- Mindly.[12]

Otra modalidad muy común en las presentaciones a través de internet es el uso de Adobe Flash Player, producto de Adobe, que permite generar animaciones multimedia en archivos de pequeño tamaño que pueden ser mostrados en páginas web.
Dentro de esta categoría tenemos Qarbon que integra audio y capturas de pantalla en movimiento para generar tutoriales en Flash y además permite insertar imágenes, textos y películas en cada una de las diapositivas.